# Максимова, Гана Владимировна
Гана Владимировна Максимова (род. 14 марта 1970, Москва) — российский тренер по синхронному плаванию. Тренер сборной России по синхронному плаванию с 2015 года. Тренирует смешанные дуэты. Заслуженный мастер спорта России по синхронному плаванию. Заслуженный тренер России.

## Биография
Гана Максимова родилась в семье тренеров по синхронному плаванию Марии Максимовой и Владимира Максимова. Начала заниматься синхронным плаванием в 1980 году. Выступала за МГФСО в Москве и за французский клуб Racing Club de France (RCF). Тренировалась под руководством своей матери Марии Максимовой. Окончила РГУФКСиТ по специальности «синхронное плавание» в 1991 году. В 1997 году окончила ГИТИС (курс Валентина Гнеушева) по специальности «режиссура цирка». В 2005 году окончила Государственный институт искусствознания (диссертация на тему «Водные зрелища. История, специфика, режиссура»).
Старший тренер и постановщик микст-дуэта сборной России по синхронному плаванию — многократных чемпионов мира и Европы Александра Мальцева и его партнёрш Дарины Валитовой, Михаелы Каланчи, Майи Гурбанбердиевой и Олеси Платоновой. В качестве хореографа-постановщика сотрудничала со сборными командами Испании, Японии, Италии, Греции, Израиля, Голландии, Канады, Франции, России. 
Выступала за сборную России с 1989 по 1996 год. Чемпионка СССР 1988 года в групповых упражнениях. Четырёхкратная чемпионка Европы (группа, дуэт). В дуэте выступала с Ольгой Седаковой. Бронзовый призёр Кубка мира в групповых упражнениях в 1991 и 1995 годах. Победительница в соло на международных соревнованиях: French Open (1996), German Open (1995), Roma Synchro (2004), на приз журнала «Советская женщина» (1991). Четвёртое место в групповых упражнениях на Олимпийских играх в Атланте в 1996 году.
В качестве артистки водных спектаклей участвовала в спектаклях «Театра на воде» (с 1995), в выступлениях в «Крокус Сити Молл» (2002—2012), в создании спектакля Cirque du Soleil «О» в Монреале, Канада (1997—1998).
В качестве артистки в жанре контактного жонглирования выступала на Фестивале джаза в Монреале (1998, 2000, 2001), на международном фестивале циркового искусства «Принцесса цирка» (2002). Участвовала в «Роден Гала» с Cirque Éloize (2000), «Гала д’Амбассадор» с Cirque Fantastique (2001), в церемонии вручения национальной премии за достижения в науке в Оттаве, Канада (2005), в программе-варьете «Пегасус» в Бенсхайме, Германия (2003). Создатель уникального направления жонглирования Underwater Contact Juggling (подводного контактного жонглирования).
Режиссер-постановщик танцевально-циркового спектакля на воде "Лебединое озеро" (1995, 2006, 2008) коллектива "Театр на воде" (Teatr na Vode) Заслуженных тренеров России Марии и Владимира Максимовых. Постановщик водной хореографии балетно-циркового спектакля «Лебединое озеро» в Китае (2009). Соавтор сценария и хореограф-постановщик новогоднего спектакля «Тайна подземного моря». Автор научного исследования и пяти научных публикаций по теме «Водные зрелища. История, специфика, режиссура».
Заняла третье место на Международном фестивале «Принцесса цирка» в Стокгольме, Швеция, получив премию Бронетта (2002) с номером контактного жонглирования.
Первое место на национальном фестивале контактного жонглирования «КИЖИ» в Москве (2010).
С 2018 года является основателем и генеральным директором Школы-студии Ганы Максимовой.
11 апреля 2025 года заявила, что планирует завершить тренерскую карьеру из-за невключения дисциплины микст-дуэтов в олимпийскую программу.